# Ucraina ai XXI Giochi olimpici invernali
L'Ucraina ha partecipato ai XXI Giochi olimpici invernali, che si sono svolti a Vancouver in Canada dal 12 al 28 febbraio 2010, con una delegazione di 52 atleti.

## Biathlon
| Gara                    | Atleta                                                                 | Penalità    | Tempo d'arrivo | Posizione |
| ----------------------- | ---------------------------------------------------------------------- | ----------- | -------------- | --------- |
| 10 km sprint            | V"jačeslav Derkač                                                      | 3 (0+3)     | 28'22"9        | 77        |
| 10 km sprint            | Andrij Deryzemlja                                                      | 2 (2+0)     | 24'48"5        | 5         |
| 10 km sprint            | Serhij Sednjev                                                         | 0 (0+0)     | 25'57"2        | 22        |
| 10 km sprint            | Serhij Semenov                                                         | 1 (0+1)     | 26'20"5        | 33        |
| 12,5 km inseguimento    | Andrij Deryzemlja                                                      | 6 (1+0+3+2) | 35'48"7        | 26        |
| 12,5 km inseguimento    | Serhij Sednjev                                                         | 0 (0+0+0+0) | 34'50"0        | 10        |
| 12,5 km inseguimento    | Serhij Semenov                                                         | 4 (3+1+0+0) | 36'55"7        | 39        |
| 15 km partenza in linea | V"jačeslav Derkač                                                      | 5 (0+2+3+0) | 37'43"9        | 26        |
| 15 km partenza in linea | Serhij Sednjev                                                         | 2 (0+0+2+0) | 37'02"8        | 21        |
| 20 km individuale       | Oleksandr Bilanenko                                                    | 1 (0+1+0+0) | 52'00"3        | 22        |
| 20 km individuale       | Andrij Deryzemlja                                                      | 3 (0+2+0+1) | 52'19"1        | 27        |
| 20 km individuale       | Serhij Sednjev                                                         | 4 (0+3+0+1) | 55'47"1        | 68        |
| 20 km individuale       | Serhij Semenov                                                         | 3 (1+0+1+1) | 53'57"5        | 52        |
| Staffetta 4x7,5 km      | Oleksandr Bilanenko Andrij Deryzemlja V"jačeslav Derkač Serhij Sednjev | 0+1 0+3     | 1h 24'25"1     | 8         |

| Gara                      | Atleta                                                               | Penalità    | Tempo d'arrivo | Posizione |
| ------------------------- | -------------------------------------------------------------------- | ----------- | -------------- | --------- |
| 7,5 km sprint             | Oksana Chvostenko                                                    | 0 (0+0)     | 20'38"9        | 11        |
| 7,5 km sprint             | Olena Pidhrušna                                                      | 1 (0+1)     | 20'47"3        | 18        |
| 7,5 km sprint             | Valentyna Semerenko                                                  | 2 (0+2)     | 21'08"3        | 23        |
| 7,5 km sprint             | Vita Semerenko                                                       | 3 (0+3)     | 21'42"3        | 34        |
| 10 km inseguimento        | Oksana Chvostenko                                                    | 1 (0+0+1+0) | 32'54"3        | 22        |
| 10 km inseguimento        | Olena Pidhrušna                                                      | 2 (1+0+0+1) | 32'34"0        | 21        |
| 10 km inseguimento        | Valentyna Semerenko                                                  | 3 (0+1+2+0) | 32'57"6        | 23        |
| 10 km inseguimento        | Vita Semerenko                                                       | 5 (2+0+1+2) | 34'26"4        | 42        |
| 12,5 km partenza in linea | Oksana Chvostenko                                                    | 3 (0+2+1+0) | 39'11"0        | 29        |
| 12,5 km partenza in linea | Olena Pidhrušna                                                      | 2 (1+0+0+1) | 36'22"8        | 12        |
| 12,5 km partenza in linea | Valentyna Semerenko                                                  | 3 (0+2+1+0) | 37'12"5        | 19        |
| 15 km individuale         | Oksana Chvostenko                                                    | 0 (0+0+0+0) | 42'38"6        | 8         |
| 15 km individuale         | Olena Pidhrušna                                                      | 2 (0+2+0+0) | 44'15"9        | 32        |
| 15 km individuale         | Valentyna Semerenko                                                  | 1 (0+0+0+1) | 42'44"5        | 13        |
| 15 km individuale         | Vita Semerenko                                                       | 2 (1+0+0+1) | 43'30"8        | 22        |
| Staffetta 4x6 km          | Olena Pidhrušna Valentyna Semerenko Oksana Chvostenko Vita Semerenko | 0+2 0+6     | 1h 11'08"2     | 6         |

## Combinata nordica
| Gara       | Atleta           | Salto  | Salto | Salto | Fondo   | Fondo            | Posizione |
| Gara       | Atleta           | Lungh. | Punti | Pos.  | Tempo   | Tempo + distacco | Posizione |
| ---------- | ---------------- | ------ | ----- | ----- | ------- | ---------------- | --------- |
| NH + 10 km | Vladimir Trachuk | 85,5   | 89,0  | 45    | 26'18"4 | 29'24"4          | 41        |

## Freestyle
| Gara            | Atleta              | Qualificazioni | Qualificazioni | Qualificazioni | Qualificazioni | Finale   | Finale   | Finale | Finale    |
| Gara            | Atleta              | 1° salto       | 2° salto       | Totale         | Posizione      | 1° salto | 2° salto | Totale | Posizione |
| --------------- | ------------------- | -------------- | -------------- | -------------- | -------------- | -------- | -------- | ------ | --------- |
| Salti maschile  | Enver Ablajev       | 88,08          | 101,33         | 189,41         | 22             |          |          |        |           |
| Salti maschile  | Oleksandr Abramenko | 80,53          | 82,03          | 162,56         | 24             |          |          |        |           |
| Salti maschile  | Stanislav Kravčuk   | 90,93          | 106,46         | 197,39         | 19             |          |          |        |           |
| Salti femminile | Nadia Didenko       | 87,77          | 73,49          | 161,26         | 13             |          |          |        |           |
| Salti femminile | Ol'ha Poljuk        | 60,37          | 55,36          | 115,73         | 20             |          |          |        |           |
| Salti femminile | Olga Volkova        | 82,53          | 78,25          | 160,78         | 14             |          |          |        |           |

## Pattinaggio di figura
| Gara                 | Atleta                               | Obbligatorio | Obbligatorio | Breve/Originale | Breve/Originale | Libero | Libero | Totale | Totale |
| Gara                 | Atleta                               | Punti        | Pos,         | Punti           | Pos,            | Punti  | Pos,   | Punti  | Pos,   |
| -------------------- | ------------------------------------ | ------------ | ------------ | --------------- | --------------- | ------ | ------ | ------ | ------ |
| Individuale maschile | Anton Kovalevski                     |              |              | 63,81           | 21              | 102,09 | 24     | 165,90 | 24     |
| Gara a coppie        | Tat'jana Volosožar Stanislav Morozov |              |              | 62,14           | 9               | 119,64 | 8      | 181,78 | 8      |
| Gara a coppie        | Ekaterina Kostenko Roman Talan       |              |              | 39,54           | 19              | 81,44  | 20     | 120,98 | 20     |
| Danza su ghiaccio    | Anna Zadorozhnyuk Sergei Verbillo    | 33,87        | 11           | 50,02           | 16              | 79,26  | 17     | 163,15 | 16     |

## Salto con gli sci
| Gara               | Atleta               | Qualificazioni | Qualificazioni | Qualificazioni | Finale          | Finale         | Finale          | Finale         | Finale       | Posizione |
| Gara               | Atleta               | Lunghezza      | Punti          | Pos.           | Lungh. 1° salto | Punti 1° salto | Lungh. 2° salto | Punti 2° salto | Punti totali | Posizione |
| ------------------ | -------------------- | -------------- | -------------- | -------------- | --------------- | -------------- | --------------- | -------------- | ------------ | --------- |
| Trampolino normale | Volodymyr Boshchuk   | 99,0           | 120,5          | 23             | 87,5            | 91,5           |                 |                | 91,5         | 50        |
| Trampolino normale | Oleksandr Lazarovych | 90,5           | 100,0          | 48             |                 |                |                 |                |              |           |
| Trampolino normale | Vitaliy Shumbarets   | 95,5           | 112,0          | 37             | 92,0            | 104,5          |                 |                | 104,5        | 45        |
| Trampolino lungo   | Volodymyr Boshchuk   | 109,5          | 81,1           | 45             |                 |                |                 |                |              |           |
| Trampolino lungo   | Oleksandr Lazarovych | 116,5          | 94,2           | 43             |                 |                |                 |                |              |           |
| Trampolino lungo   | Vitaliy Shumbarets   | 102,0          | 65,6           | 50             |                 |                |                 |                |              |           |

## Sci alpino
| Gara    | Atleta             | 1° manche | 2° manche | Tempo totale | Posizione |
| ------- | ------------------ | --------- | --------- | ------------ | --------- |
| Slalom  | Rostislav Feshchuk | 55"35     | 58"44     | 1'53"79      | 39        |
| Gigante | Rostislav Feshchuk | 1'29"79   | 1'32"74   | 3'02"53      | 68        |

| Gara    | Atleta              | 1° manche    | 2° manche  | Tempo totale | Posizione |
| ------- | ------------------- | ------------ | ---------- | ------------ | --------- |
| Slalom  | Bogdana Matsotska   | 56"46        | 56"54      | 1'53"00      | 37        |
| Slalom  | Anastasia Skryabina | 57"53        | non finito |              |           |
| Gigante | Bogdana Matsotska   | 1'23"04      | 1'18"94    | 2'41"98      | 44        |
| Gigante | Anastasia Skryabina | squalificata |            |              |           |
| Super-g | Anastasia Skryabina | 1'28"60      | 1'28"60    | 1'28"60      | 34        |

## Sci di fondo
| Gara                        | Atleta           | Tempo d'arrivo | Posizione |
| --------------------------- | ---------------- | -------------- | --------- |
| 15 km a tecnica libera      | Roman Leybyuk    | 36'49"7        | 61        |
| 15 km a tecnica libera      | Alexander Putsko | 37'09"8        | 62        |
| 30 km inseguimento          | Roman Leybyuk    | 1h 22'32"0     | 41        |
| 30 km inseguimento          | Alexander Putsko | 1h 24'47"1     | 52        |
| 50 km con partenza in linea | Roman Leybyuk    | 2h 15'19"9     | 42        |

| Gara                        | Atleta                                                                 | Tempo d'arrivo | Posizione  |
| --------------------------- | ---------------------------------------------------------------------- | -------------- | ---------- |
| 10 km a tecnica libera      | Maryna Antsybor                                                        | 27'07"4        | 37         |
| 10 km a tecnica libera      | Kateryna Grygorenko                                                    | 27'29"7        | 46         |
| 10 km a tecnica libera      | Harmony Nesterenko                                                     | 28'06"4        | 57         |
| 10 km a tecnica libera      | Valentyna Ševčenko                                                     | 25'51"1        | 9          |
| 15 km inseguimento          | Maryna Antsybor                                                        | non finito     | non finito |
| 15 km inseguimento          | Beta Yakimchuk                                                         | 44'24"8        | 46         |
| 15 km inseguimento          | Valentyna Ševčenko                                                     | 41'58"7        | 14         |
| 15 km inseguimento          | Tatjana Zavalij                                                        | 42'50"7        | 31         |
| 30 km con partenza in linea | Kateryna Grygorenko                                                    | 1h 35'11"4     | 27         |
| 30 km con partenza in linea | Harmony Nesterenko                                                     | 1h 41'40"1     | 44         |
| 30 km con partenza in linea | Valentyna Ševčenko                                                     | non finito     | non finito |
| 30 km con partenza in linea | Tatjana Zavalij                                                        | 1h 34'32"3     | 22         |
| Staffetta 4x5 km            | Tatjana Zavalij Kateryna Grygorenko Maryna Antsybor Valentyna Ševčenko | 59'25"7        | 14         |

| Sprint di squadra | Ekaterina Grigorenko Marina Antsibor |  |  |  |  | 19'55"6 | 8 |  |  |  |  |

## Slittino
| Gara              | Atleta                        | Manche 1 | Manche 2 | Manche 3 | Manche 4 | Totale   | Posizione |
| ----------------- | ----------------------------- | -------- | -------- | -------- | -------- | -------- | --------- |
| Singolo femminile | Lilija Ludan                  | 42"312   | 42"302   | 42"477   | 42"364   | 2'49"455 | 19        |
| Singolo femminile | Natalija Jakušenko            | 42"119   | 41"809   | 42"132   | 42"026   | 2'48"086 | 11        |
| Doppio            | Andrіj Kіs' Jurij Hajduk      | 42"219   | 42"219   | 42"136   | 42"136   | 1'24"355 | 16        |
| Doppio            | Taras Sen'kiv Roman Zacharkiv | 42"767   | 42"767   | 42"595   | 42"595   | 1'25"362 | 19        |

## Snowboard
| Gara                        | Atleta           | Qualificazioni | Qualificazioni | Ottavi     | Ottavi | Quarti | Quarti | Semifinale | Semifinale | Finale | Finale |
| --------------------------- | ---------------- | -------------- | -------------- | ---------- | ------ | ------ | ------ | ---------- | ---------- | ------ | ------ |
| Gigante parallelo maschile  | Yosip Penyak     | 1'21"01        | 22             |            |        |        |        |            |            |        |        |
| Gigante parallelo femminile | Annamari Chundak | 1'25"44        | 16             | A. Chundak | +2"29  |        |        |            |            |        |        |
| Gigante parallelo femminile | Annamari Chundak | 1'25"44        | 16             | M. Kreiner |        |        |        |            |            |        |        |